# Paracles palustris
Paracles palustris là một loài bướm đêm thuộc phân họ Arctiinae, họ Erebidae.